# 大俄羅斯
大俄羅斯（Великороссия, Velikorossiya）是一個過時的地理名詞，用來表示「俄羅斯政權的領土」，這些領土包括從前的莫斯科公國至後來的俄羅斯。這個名詞一開始是拜占廷帝國用來形容羅斯 (地區)（Rus'）的北方地區（Μεγάλη  Ῥωσσία, Megálē Rhōssía）。後來，俄羅斯沙皇把這個名詞用在他們的頭銜上，即：「全俄羅斯的君王：大俄羅斯、小俄羅斯和白俄羅斯」。同「大俄羅斯」一樣，大俄羅斯語（Великорусский язык, Velikorusskiy yazyk）和大俄羅斯人（Великороссы, Velikorossy）也是不再使用的名詞。